# Elton Rodrigues Brandão
Élton Rodrigues Brandão (nacido el 1 de agosto de 1985) es un futbolista brasileño que se desempeña como delantero.
Jugó para clubes como el São Caetano, Santo André, Legia de Varsovia, Vasco da Gama, Braga, Corinthians, Vitória, Flamengo, JEF United Chiba y Ceará.

## Trayectoria

### Clubes
| Club                      | País           | Año         |
| ------------------------- | -------------- | ----------- |
| Iraty                     | Brasil         | 2003 - 2005 |
| São Caetano               | Brasil         | 2006 - 2009 |
| Santo André               | Brasil         | 2006        |
| Legia de Varsovia         | Polonia        | 2006        |
| Iraty                     | Brasil         | 2007        |
| Santo André               | Brasil         | 2008        |
| Vasco da Gama             | Brasil         | 2009 - 2011 |
| Braga                     | Portugal       | 2010        |
| Corinthians               | Brasil         | 2012 - 2014 |
| Vitória                   | Brasil         | 2012        |
| Náutico                   | Brasil         | 2013        |
| Al-Nassr                  | Arabia Saudita | 2013 - 2014 |
| Flamengo                  | Brasil         | 2014        |
| Vitória                   | Brasil         | 2015 - 2017 |
| JEF United Chiba          | Japón          | 2016 - 2017 |
| Red Bull Brasil           | Brasil         | 2017        |
| Ceará                     | Brasil         | 2017 - 2018 |
| Figueirense Futebol Clube | Brasil         | 2018        |
| Sport Club do Recife      | Brasil         | 2019 - 2020 |
| Cuiabá Esporte Clube      | Brasil         | 2020 - 2022 |
| Centro Sportivo Alagoano  | Brasil         | 2022        |
| Esporte Clube Juventude   | Brasil         | 2023        |
| Clube do Remo             | Brasil         | 2023 - 2024 |